# Артюшково (Брянская область)
Артюшково — село в Стародубском муниципальном округе Брянской области.

## География
Находится в южной части Брянской области на расстоянии приблизительно 20 км на северо-восток от районного центра города Стародуб.

## История
Упоминалось с первой половины XVII века как владение шляхтича Кохановского. С конца XVII века село, Воздвиженская церковь упоминается с 1749 года. В XVII—XVIII веках входило в 1-ю полковую сотню Стародубского полка. В 1859 году здесь (село Стародубского уезда Черниговской губернии) был учтен 31 двор, в 1892—73. В середине XX века работал колхоз «Победа». До 2019 года входило в состав Гарцевского сельского поселения Стародубского района, с 2019 по 2020 в Меленское сельское поселение до его упразднения.

## Население
Численность населения: 314 человек (1859 год), 515 (1892), 70 человек в 2002 году (русские 100 %), 37 в 2010.